# Leo Rwabwogo
Leo Rwabwogo   (Tororo, 3 de juny de 1949 - Uganda, 14 de gener de 2009) fou un boxejador ugandès, guanyador de dues medalles olímpiques.
El 1968 va prendre part en els Jocs Olímpics d'Estiu de Ciutat de Mèxic, on va guanyar la medalla de bronze en la categoria del pes mosca del programa de boxa. En semifinals va perdre contra el polonès Artur Olech. Quatre anys més tard, als Jocs de Munic, va guanyar la medalla de plata en la mateixa categoria en perdre la final contra el búlgar Georgi Kostadinov. Amb aquesta segona medalla guanyada es va convertir en l'únic atleta ugandès a guanyar més d'una medalla olímpica a la història del país. Juntament amb Artur Olech i Bulat Zhumadilov és un dels tres únics lluitadors que han guanyat més d'una medalla en el pes mosca a la història olímpica. Com a boxejador amateur també va guanyar una medalla de plata en els Jocs de la Commonwealth de 1970.
En acabar els Jocs de 1972 se li va oferir l'oportunitat de convertir-se en professional als Estats Units, però fou convençut per dirigents ugandesos de no fer-ho. Una vegada retirat va assumir altres rols dins de la boxa, fent d'entrenador i àrbitre.
El 1981 entrà al Moviment de Resistència Nacional. Va acabar la seva vida treballant com a pagès i va morir mentre cuidava el seu jardí al poble de Rugongo, al districte de Kabarole, als 59 anys, el 2008.